# خورخي لويس كاسيريس
خورخي لويس كاسيريس هو كاتب إكوادوري، ولد في 1982 في كيتو في الإكوادور.